# Chlerogella clidemiae
Chlerogella clidemiae är en biart som beskrevs av Engel 2003. Chlerogella clidemiae ingår i släktet Chlerogella och familjen vägbin. Inga underarter finns listade i Catalogue of Life.